# Mercedes Junior Team
A Mercedes Junior Team é uma iniciativa da equipe de Fórmula 1 da Mercedes para apoiar jovens talentos, na tentativa de identificar futuras estrelas do automobilismo para promovê-los à sua equipe de Fórmula 1.

## Pilotos

### Atuais
| Piloto              | Anos  | Categoria atual                                                                                          | Títulos |
| ------------------- | ----- | --- | --- |
| Alex Powell         | 2019– | Campeonato de Fórmula 4 do Oriente Médio Campeonato Italiano de Fórmula 4 Campeonato Euro 4              | ROK Cup Superfinal - Mini ROK 24° South Garda Winter Cup - Mini ROK WSK Final Cup - 60 Mini Champions of the Future - OK |
| Frederik Vesti      | 2021– | IMSA SportsCar Championship                                                                              | nenhum como membro da Mercedes Junior Team                                                                               |
| Yuanpu Cui          | 2021- | Campeonato GB3 Campeonato de Fórmula Regional do Oriente Médio                                           | nenhum como membro da Mercedes Junior Team                                                                               |
| Luna Fluxá          | 2022- | Kart (OK)                                                                                                | Nenhum como membro da Mercedes Junior Team                                                                               |
| Kenzo Craigie       | 2023- | Kart (OK)                                                                                                | Nenhum como membro da Mercedes Junior Team                                                                               |
| Doriane Pin         | 2024- | Fórmula 4 do Oriente Médio F1 Academy IMSA SportsCar Championship Campeonato Mundial de Endurance da FIA | Nenhum como membro da Mercedes Junior Team                                                                               |
| James Anagnostiadis | 2024- | Kart (OK)                                                                                                | Nenhum como membro da Mercedes Junior Team                                                                               |
| Ethan Jeff-Hall     | 2025- | Fórmula 4 Britânica                                                                                      | Nenhum como membro da Mercedes Junior Team                                                                               |

### Antigos
| Piloto           | Anos      | Categorias em que competiu como Mercedes Junior | Título(s)                         |
| ---------------- | --------- | --- | --------------------------------- |
| Paul Aron        | 2019–2023 | Campeonato Italiano de Fórmula 4 (2019) ADAC Fórmula 4 (2019) Eurocopa de Fórmula Renault (2020) Campeonato de Fórmula Regional Europeia (2021-2022) Campeonato de Fórmula Regional Asiática (2022) Campeonato de Fórmula 3 da FIA (2023) | nenhum como membro da Junior Team |
| Daniel Guinchard | 2022      | Campeonato Britânico de Fórmula 4 | nenhum como membro da Junior Team |

### Graduados para a Fórmula 1
| Piloto                | Experiência na Mercedes Junior Team | Experiência na Mercedes Junior Team | Experiência na F1 pela Mercedes | Experiência na F1 com outras equipes                                                      | Categoria atual |
| Piloto                | Anos                                | Categorias anteriores | Experiência na F1 pela Mercedes | Experiência na F1 com outras equipes                                                      | Categoria atual |
| --------------------- | ----------------------------------- | --- | ------------------------------- | ----------------------------------------------------------------------------------------- | --------------- |
| Pascal Wehrlein       | 2014–2018                           | Deutsche Tourenwagen Masters (2014–2015, 2018) | —                               | Manor Racing (2016) Sauber (2017)                                                         | Fórmula E       |
| Esteban Ocon          | 2015–2019                           | GP3 Series (2015) Deutsche Tourenwagen Masters (2016) | —                               | Manor Racing (2016) Force India (2017–2018) Renault (2020) Alpine (2021-2024) Haas (2025) | Fórmula 1       |
| George Russell        | 2017–                               | GP3 Series (2017) Campeonato de Fórmula 2 da FIA (2018) | 2020, 2022–                     | Williams (2019-2021)                                                                      | Fórmula 1       |
| Andrea Kimi Antonelli | 2018–                               | Campeonato de Fórmula 2 da FIA (2024) Campeonato de Fórmula Regional Europeia (2023) Campeonato de Fórmula Regional do Oriente Médio(2023) Campeonato Italiano de Fórmula 4 (2021–2022) ADAC Fórmula 4 (2022) CIK-FIA European Championship - OK (2x) WSK Euro Series - OK WSK Euro Series - OKJ WSK Super Master Series - OKJ WSK Open Cup - OKJ WSK Final Cup - OKJ 23° South Garda Winter Cup - Mini ROK 24° South Garda Winter Cup - OKJ WSK Champions Cup - 60 Mini ROK Cup International Final - Mini ROK | 2025                            | —                                                                                         | Fórmula 1       |